# Hitri virološki odziv
Hitri virološki odziv (angl. rapid viral response, kraj. RVR) pomeni nezaznavost virusa hepatitisa C štiri tedne po začetku zdravljenja s protivirusnimi zdravili in je eno od meril učinkovitosti terapije. Soroden izraz je zgodnji virološki odziv (angl. early viral response, kraj. EVR), ki pomeni nezaznavnost virusa 12 tednov po uvedbi zdravljenja.

## Določitev
Osnova določitve hitrega ali zgodnjega virološkega odziva je določitev RNK virusa hepatitisa C v krvi, ki se opravi s pomočjo tehnike verižne reakcije s polimerazo v realnem času. Spodnja meja kvantifikacije testa mora biti vsaj 25 IE/ml, spodnja meja občutljivosti pa vsaj 10–15 IE/ml.

## Pomen
Določanje hitrega virološkega odziva se uporablja v številnih kliničnah raziskavah, saj se je izkazal kot dober napovednik trajnega virološkega odziva, slabše pa napoveduje, kateri bolnik trajnega virološkega odziva ne bo dosegel. Pri sodobnih oblikah zdravljenja hepatitisa C se hitri virološki odziv uporablja pri določanju trajanja zdravljenja s protivirusnimi zdravili. Če bolnik doseže hitri virološki odziv, je možno skrajšanje zdravljenja predvsem pri okužbi z genotipoma virusa 2 in 3, vendar so specifične odločitve močno odvisne od uporabljenih protivirusnih zdravil.
Če bolnik ne doseže zgodnjega virološkega odziva, torej ne izčisti virusa 12 tednov po uvedbi zdravil, je verjetnost, da bo dosegel trajni virološki odziv, zelo majhna. Zato je zgodnji virološki odziv pomemben pri odločanju, ali je z zdravljenjem z zdravili sploh smotrno nadaljevati.